# 23669 Huihuifan
23669 Huihuifan este un asteroid din centura principală de asteroizi.

## Descriere
23669 Huihuifan este un asteroid din centura principală de asteroizi. A fost descoperit pe 31 martie 1997 la Socorro, New Mexico, în cadrul proiectului LINEAR. Asteroidul prezintă o orbită caracterizată de o semiaxă mare de 2,57 ua, o excentricitate de 0,11 și o înclinație de 2,3° în raport cu ecliptica.